# Серрская и Нигритская митрополия
Серрейская и Нигритская митрополия (греч. Ιερά Μητρόπολις Σερρών και Νιγρίτης) — православная епархия двойного подчинения: в административном отношении входящая в юрисдикцию Элладской православной церкви, а в каноническом (с 1928 года) — Константинопольской православной церкви. Центром епархии является город Сере в Греции.

## Епископы
- 13 июля 1811 — 9 июля 1824 — Хрисанф (Манолеа)
- 1824—1829 — Порфирий (Фотиадис)
- 1830—1833 — Анфим (Иоаннидис)
- июнь 1833 — 24 сентября 1835 — Григорий (Фуртуниадис)
- 1835—1836 — Иаков (Панкостас)
- 1836—1838 — Неофит (Веглерис)
- август 1838 — 26 июля 1846 — Афанасий
- 26 июля 1846 — 11 октября 1860 — Иаков (Панкостас)
- 3 марта 1867 - 8 августа 1875 - Неофит (Петридис)[болг.]
- 7 августа 1875 — 24 августа 1877 — Филофей (Вриэнниос)
- 24 август 1877 — 27 января 1879 — Григорий (Павлидис)
- 27 января 1879 — январь 1886 — Нафанаил (Папаникас)
- январь 1886 — 15 октября 1888 — Лука (Петридис)
- 18 октября 1888 — 2 января 1892 — Константин (Вафидис)
- 1 февраля 1892 — 12 мая 1909 — Григорий (Зервудакис)
- 30 июня — 16 августа 1909 — Афанасий (Пиперас)
- 28 августа 1909 — 27 января 1917 — Апостол (Христодулу)
- 9 октября 1918 — 9 февраля 1924 — Христофор (Книтис)
- 9 февраля 1924 — 7 января 1961 — Константин (Менгрелис)
- 16 ноября 1965 — 4 апреля 1984 — Константин (Кардаменис)
- 3 мая 1984 — 5 марта 2003 — Максим (Ксидас)
- с 16 мая 2003 — Феолог (Апостолидис)